# Dvojitý agent
Dvojitý agent je špión, který předstírá, že pracuje pro jednu stranu, zatímco ve skutečnosti pracuje pro stranu druhou.
Například v minulosti takto někteří agenti KGB pracovali ve skutečnosti pro FBI. KGB donášeli jen neužitečné zprávy, zatímco FBI přinášeli cenné tajné informace.
Dvojitým agentem se agenti často stávají ze msty, dále kvůli odhalení sledovanou stranou, se kterou pak začnou spolupracovat apod.

## Trojitý agent
Trojitý agent předstírá, že je dvojitým agentem pro jednu stranu, i když ve skutečnosti je dvojitým agentem jiné strany. Známými trojitými agenty byli Kim Philby a Alexandr Litviněnko.
Méně užívanou definicí trojitého agenta je, že agent pracuje pro tři zpravodajské služby, ale zpravidla je loajální pouze jedné z nich.